# آرمسترانگ ویتورث وولف
آرمسترانگ ویتورث وولف (به انگلیسی: Armstrong Whitworth Wolf) یک هواگرد ساختِ کارخانهٔ آرمسترانگ ویتورث ایرکرفت در کشور بریتانیا است که در سال ۱۹۲۳-۱۹۲۹ ساخته شد. نخستین استفاده‌کنندهٔ این هواپیما نیروی هوایی سلطنتی بریتانیا بوده‌است. این هواگرد برای نخستین بار در ۱۹ ژانویه ۱۹۲۳ میلادی مورد استفاده قرار گرفت.